# Vitense
Vitense är en ortsteil i staden Rehna i Landkreis Nordwestmecklenburg i förbundslandet Mecklenburg-Vorpommern i Tyskland. Vitense var en kommun fram till 25 maj 2014 när den uppgick i Rehna. Kommunen Vitense hade 308 invånare 2014.